# Agrate Conturbia
Agrate Conturbia est une commune italienne de la province de Novare dans la région Piémont en Italie. En 2016, sa population est de 1 564 habitants. La ville est divisée en deux fraziones, Agrate et Conturbia, qui sont situées sur les collines entre Cressa et Borgo Ticino au sud du lac Majeur.

## Histoire
Le nom d'Agrate, anciennement Agredade Curtis ou Agredade, remonte au nom du Romain Acrius, suivi par le suffixe -atum.
Agrate est répertoriée par les historiens comme une ancienne mansio, la thèse est démontrée par la découverte de pierres, d'artefacts et d'inscriptions. La première description mentionne qu'y a stationné la Ve légion romaine, commandée par Pallas, un ami de Caligula et fondateur probable de Pallanza. Certains auteurs reconnaissent cependant Conturbia comme une ancienne colonie sur pilotis, moins ancienne que celle de Mercurago, près d'Arona, à quelques kilomètres.
Comme preuve d'un ancien passé, il existe un document concernant un personnage Illustre, un certain Rutterpert d'Agredate qui disposât de propriétés terriennes. Quelques recherches ont montré qu'au Xe siècle, les seigneurs de Conturbia étaient « boni homini » et conseillers de l'évêque de Novare.
L'empereur Otton Ier du Saint-Empire est devenu le propriétaire de la Cour d'Agredate, et en a fait don aux chanoines de San Giulio. Agrate devient alors partie du fief des comtes de Castello, en passant auparavant aux Gattico puis, en 1412, aux Visconti. Par la suite, Philippe Marie Visconti l'a donnée en fief aux Borromeo qui le conservent jusqu'au XVIIIe siècle. Agrate et Conturbia avaient chacune leur propre château.

## Lieux d'intérêt

### Les châteaux d'Agrate et Conturbia
Il reste quelques parties d'origine du château d'Agrate dont les armoiries des comtes de Castello, Seigneurs d'Agrate au XIe siècle. À la suite d'une destruction partielle vers 1400, il a subi plusieurs transformations qui ne permettent pas de déterminer sa forme originale. 
Le château de Conturbia se trouve possiblement à la place d'un édifice de la structure quadrangulaire et fortifiée en raison de sa position stratégique. Mais, après des transformations successives, il est impossible de donner une identification claire de la structure originale.

### L'église paroissiale San Vittore
Déjà documentée en 976 en tant que Basilica sanctis Victoris constructa infra castro Agedade, l'église San Vittore se trouve dans le centre d'Agrate. Elle est considérée comme un bâtiment particulièrement intéressant. En 1600, elle est décrite en bois équarri recouvert de pierre, elle a subi des restructurations importantes au cours des siècles suivants.

### Le baptistère
Le monument le plus important du village est le baptistère, construit dans le style roman du XIIe siècle, qui est situé à Agrate. Les historiens situent le fond du baptistère autour de l'an 930, et sa partie supérieure vers 1120.
La partie inférieure est faite sur les fondations d'un bâtiment préexistant, reconnaissable jusqu'à 30-50 cm de hauteur à partir du sol, probablement un sanctuaire ou un temple fermé de l'époque romaine; il présente un plan circulaire, construite en pierre de taille. La partie supérieure, de forme octogonale, est faite de pierre taillée régulière, ornée au sommet par un cadre suspendu en arches, divisés en groupes de trois de chaque côté, et de hautes fenêtres étroites avec double évasement. À l'intérieur, se trouvent la vasque et une fresque du XVe siècle.

### L'église San Giorgio
À Conturbia se trouve l'église San Giorgio. Construite avant 1000, consacrée selon les historiens entre 1122 et 1148 par l'évêque Litifredo (it). Elle a subi une restructuration majeure, tout en gardant intact le pignon de la façade originale, en pierre de taille, avec une fenêtre en forme de croix et le portail avec une voûte en pierre. Le porche est un rajout du XVIIe siècle. On peut y voir de très anciennes fresques.

### L'église Santa Maria della Valle

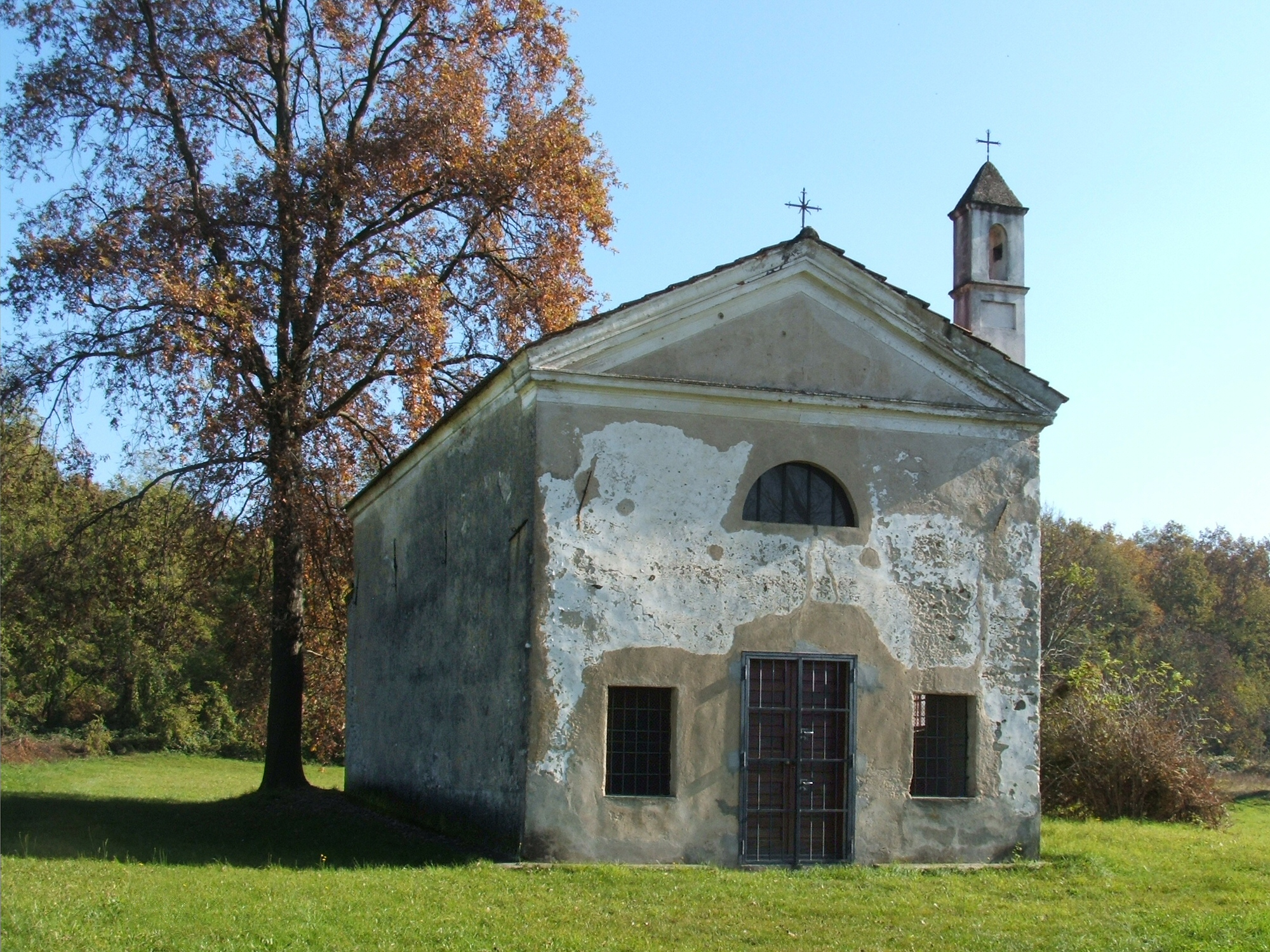
Santa Maria della Valle

L'église Santa Maria della Valle est un petit joyau architectural, probablement la plus ancienne dans le pays, construite selon certains historiens vers 1100 sur un ancien temple dédié à Minerve. La construction est faite de galets disposés dans un motif à chevrons et des blocs de pierre carrés. Elle a subi plusieurs rénovations, dispose d'une salle unique semi-circulaire avec une voûte en berceau et, dans le toit actuel, est encore partie visible une fresque plus ancienne. 
Elle conserve actuellement quelques belles fresques du XVIe siècle: Un Christ, des symboles des Évangélistes et une pléthore de saints avec leur cartouche.

## Économie
La ville possède aujourd'hui des activités essentiellement agricoles et forestières. Le zoo d'Agrate est situé sur la commune de Agrate Conturbia, il composé d'un espace ouvert au public et d'une zone protégée pour la conservation de la faune. Le parc couvre une superficie de 40 hectares de tourbière.

## Administration
| Période                                  | Période | Identité    | Étiquette    | Qualité |
| ---------------------------------------- | ------- | ----------- | ------------ | ------- |
| 2014                                     | 2019    | Simone Tosi | Lista civica |         |
| Les données manquantes sont à compléter. |         |             |              |         |

### Hameaux
Agrate, Conturbia

### Communes limitrophes
Bogogno, Borgo Ticino, Divignano, Mezzomerico, Suno, Veruno.

## Personnalités liées à Agrate Conturbia
La ville est le lieu d'origine de la famille de Michel Platini.